# Microsoft InfoPath
Bei Microsoft InfoPath handelt es sich um ein Windows-Anwendungsprogramm der Firma Microsoft, das sowohl die Gestaltung von XML-basierten Formularen als auch deren späteres Befüllen mit Informationen erlaubt. Das den InfoPath-Dateien zugrundeliegende XML-basierte Dateiformat verfolgt einen mit dem W3C-Standard XForms vergleichbaren Ansatz, Formularfelder und Steuerelemente auf Dateninstanzen im XML-Format abzubilden. Ab der Version „InfoPath 2010“ ist InfoPath Teil der Microsoft Office Professional Plus-Suite.

## Geschichte
Eingeführt wurde InfoPath zusammen mit Microsoft Office 2003 und wurde zuvor unter dem Codenamen XDocs entwickelt. InfoPath entstand als Reaktion auf die von Adobe eingeführten PDF-Forms, die das „papierlose Büro“ möglich machen sollten.
Am 31. Januar 2014 gab Microsoft bekannt, dass InfoPath 2013 die letzte Version dieser Software sein wird und es InfoPath in kommenden Versionen von Microsoft Office nicht mehr geben wird.

## Anwendung
Die erstellten Formulare können über ein Netzwerk verteilt werden, sodass Anwender-Informationen einfach und benutzerfreundlich gesammelt und gespeichert werden können. InfoPath kann in Verbindung mit Windows SharePoint Services genutzt werden, um Anwendern Formulare für typische Situationen wie Status-Reports, Reisekostenabrechnung etc. zur Verfügung zu stellen.
Da unter InfoPath 2003 Anwender zum Entwerfen wie auch Ausfüllen der Formulare auf die kostenpflichtige Software angewiesen sind, beschränkte sich die Zielgruppe im Wesentlichen auf Unternehmen mit homogenen Arbeitsumgebungen. Diese sollen in die Lage versetzt werden, Formulare in Workflows zu integrieren. Seit der Version InfoPath 2007 ist es auch möglich in Verbindung mit dem Office SharePoint Server 2007 mit Hilfe der „Forms Services“ Formulare ins Web zu stellen. Diese können dann auch ohne InfoPath-Installation auf dem Clientrechner ausgefüllt und abgeschickt werden.

## Support-Ende
Der offizielle Support von Microsoft Infopath 2013 läuft am 14. Juli 2026 aus.
Infopath wird in der SharePoint Version 2016 noch unterstützt.

## Dateiformat
InfoPath benutzt die Dateierweiterung XSN. XSN ist ein CAB-Archiv mit XML-, GIF- und JS- bzw. VBS-Dateien.